# 미분음

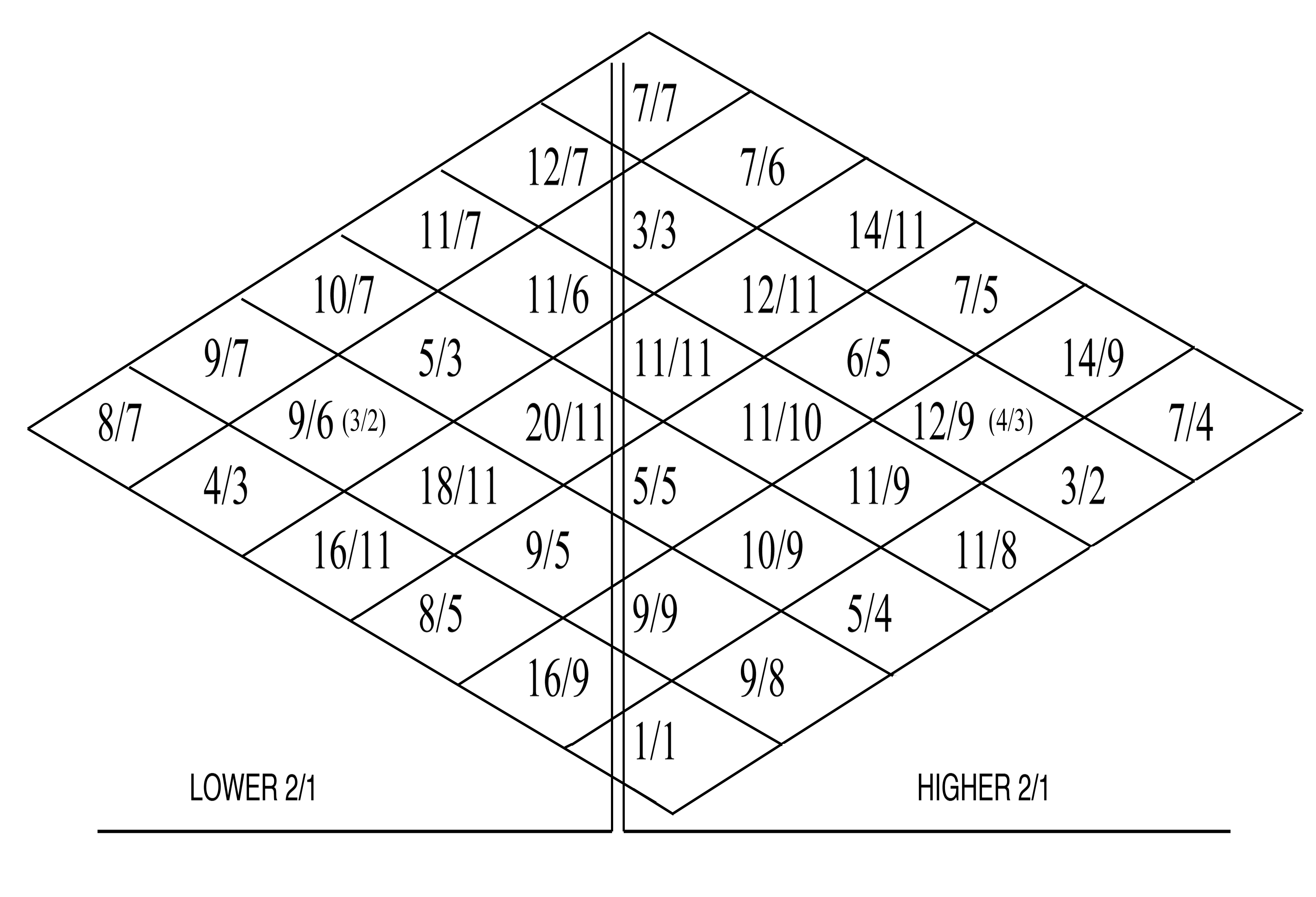
해리 파치의 43음 음계

미분음(微分音)은 12 평균율의 반음보다 더 작을 수 있는, 혹은 그 반음의 배수가 되지 않을 수 있는 음이다. 해리 파치의 43음 음계, 사분음 등이 있다.

## 같이 보기
- 평균율
- 음계
- 콤마 (음악)